# Transat AG2R La Mondiale

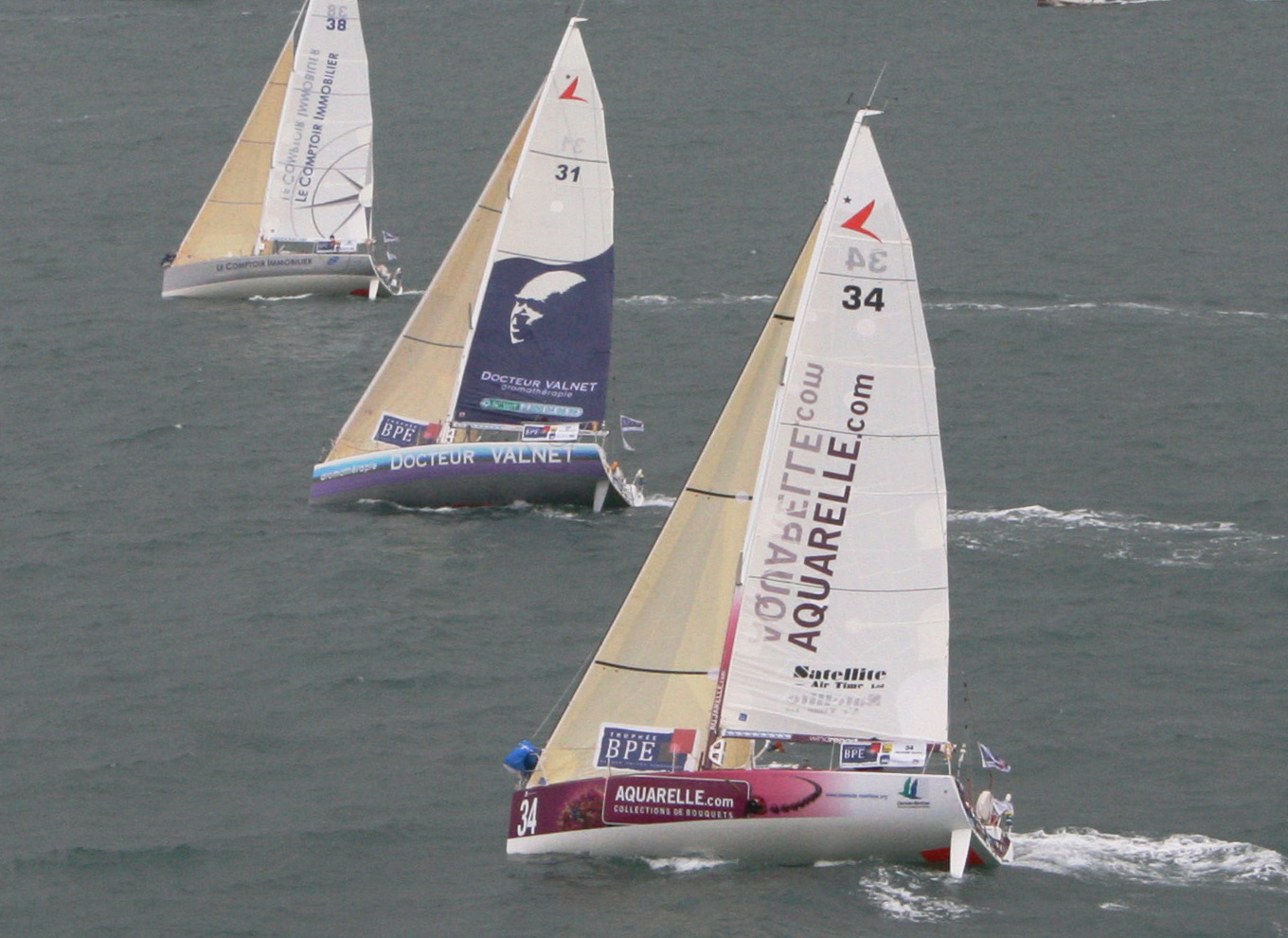
Figaro Bénéteau II: Auf Booten wie diesen wird die Transat AG2R ausgetragen (Bild der Trophée BPE, 2007)

Die Regatta Transat AG2R La Mondiale (bis spätestens 2010 und im Jargon auch weiterhin: Transat AG2R, siehe AG2R La Mondiale) ist eine Transatlantikregatta für zweiköpfige Mannschaften in zwei Etappen. Die erste Etappe führt von der französischen Südbretagne (ursprünglich von Lorient, seit 2006 von Concarneau) nach Porto Santo (Madeira), die zweite von dort weiter nach Saint-Barthélemy in den Antillen. Die Gesamtstrecke ist ca. 3.710 Seemeilen lang. Unterstützung von „außen“ und „Routing“ (Routenplanung gemäß Wettervorhersage) oder individuelle Wettervorhersage-Analyse sind laut Regattaregeln nicht erlaubt.
Die Transat AG2R wird seit 1992 alle zwei Jahre ausgerichtet. Teilnehmende Boote sind ausnahmslos Einrumpfboote der in Frankreich populären Einheitsklasse Figaro Bénéteau (mittlerweile: Figaro Bénéteau II); dadurch ist das Teilnehmerfeld noch stärker französisch dominiert als bei anderen französischen Hochseeregatten. Die erste Regattaauflage 1992 war nach späteren Angaben von Michel Desjoyeaux das erste Mal, dass die Figaro-Bénéteau-Boote über so eine weite Regattastrecke gesegelt wurden.
Die Transat AG2R wird von der Gesellschaft Pen Duick S.A.S. organisiert (Stand 2010). Um die Regatta „sicher“ zu gestalten, verlangt Pen Duick als Teilnahmevoraussetzung vorherige Regatta- und Hochseeerfahrung; sie kann durch eine frühere AG2R-Teilnahme nachgewiesen werden oder durch Teilnahme an einer der Regatten Transat BPE, Solitaire du Figaro, Route du Rhum, Vendée Globe oder Transat Jacques Vabre. Andernfalls kann das Organisationskomitee auch andere frühere Regattateilnahmen oder weitere Erfahrungen anerkennen oder bei Bedarf eine Qualifikationsfahrt der zweiköpfigen Mannschaft verlangen (Stand 2011).

## Die einzelnen Regatten
| Jahr   | Zeit         | 1. Platz                                                             | 2. Platz                                                           | 3. Platz                                                     | Teilnehmer    |
| ------ | ------------ | -------------------------------------------------------------------- | ------------------------------------------------------------------ | ------------------------------------------------------------ | ------------- |
| 1992   | 24T 08:40:34 | Jacques Caraès & Michel Desjoyeaux auf Sill Plein Fruit - FR3        | F. LeClere & L. Blanken auf Eno                                    | R. Jourdain & Jean Luc Nélias auf Sill la Potagere           | 16 (2 Abbr.)  |
| 1994   | 20T 20:34:26 | Jean Le Cam & Roland Jourdain auf Sill Plein Fruit - FR3             | Bertrand de Broc & Marc Guillemot auf Laiteries le Gall            | H. de Kergariou & T. LaCour auf Brittany Ferries II          | 20 (1 Abbr.)  |
| 1996   | 24T 11:54:32 | Alain Gautier & Jimmy Pahun auf Broceliande                          | F. Arthaud & Jean Le Cam auf Guy Cotten - Chattawak                | Franck Cammas & Jean Luc Nélias auf Skipper Elf              | 19 (3 Abbr.)  |
| 1998   | 22T 14:24:11 | Bruno Jourdren & Marc Guessard auf Nintendo 64                       | D. Wavre & M. Paret auf Carrefour Prevention                       | J.P. Mouren & L. Pellecuer auf Marseille Entreprises Qualité | 24 (1 Abbr.)  |
| 2000   | 27T 09:50:38 | Karine Fauconnier & Lionel Lemonchois auf Sergio Tacchini - Itineris | Gildas Morvan & Bertrand de Broc auf Cercle Vert                   | J. Beyou & Pascal Bidégorry auf Volkswagen Castrol           | 42 (12 Abbr.) |
| 2002   | 22T 13:06:55 | Hervé Laurent & Rodolphe Jacq auf Colbert Orco                       | J.P. Mouren & A. Toulorge auf Marseille Entreprises                | R. Guerin & R. Cointo auf Escal'Atlantic Saint-Nazaire       | 25            |
| 2004   | 20T 08:49:35 | Armel Le Cléac’h & Nicolas Troussel auf Groupe SCE - Le Télégramme   | Pascal Bidégorry & Sidney Gavignet auf Banque Populaire            | R. Attanasio & N. Berenger auf Port Trébeurden               | 31            |
| 2006 a | 19T 22:24:30 | Kito de Pavant & Pietro d’Ali auf Groupe Bel                         | Dominic Vittet & Lionel LeMonchois auf Atao Audio System           | Jeanne Grégoire & Gérald Veniard auf Banque Populaire        | 28 (3 Abbr.)  |
| 2008   | 22T 19:14:55 | Laurent Pellecuer & Jean-Paul Mouren auf SNEF et Cliptol Sport       | Ronan Guerin & Luc Poupon auf Solar Inox                           | Éric Peron & Miguel Danel auf Concarneau St. Barthélemy      | 26 (3 Abb.)   |
| 2010   | 22T 16:59:11 | Armel Le Cléac’h & Fabien Delahaye auf Brit Air                      | Jeanne Grégoire & Gérald Véniard auf Banque Populaire              | Bertrand de Broc & Gildas Morvan auf Cercle Vert             | 25            |
| 2012   | 22T 08:55:00 | Gildas Morvan & Charlie Dalin auf Cercle Vert                        | E. Tabarly & E. Peron auf Nacarat                                  | J. Grégoire & G. Veniard auf Banque Populaire                |               |
| 2014   | 22T 06:17:59 | Gwénolé Gahinet & Paul Meilhat auf Safran Guy Cotten                 | F. Delahaye & Y. Richomme auf Skipper Macif                        | A. Barrier & L. Pellecuer auf 30 Corsaires                   |               |
| 2016   | 22T 01:06:53 | Thierry Chabagny & Erwan Tabarly auf Gedimat                         | N. Lunven & G. Mahé auf Generali                                   | A. Hardy & V. Biarnes auf AGIR Recouvrement                  |               |
| 2018   | 18T 11:48:22 | Adrien Hardy & Thomas Ruyant auf AGIR Recouvrement                   | Sébastien Simon & Morgan Lagravière auf Bretagne - CMB Performance | Gildas Mahé & Nicolas Troussel auf Breizh cola               |               |

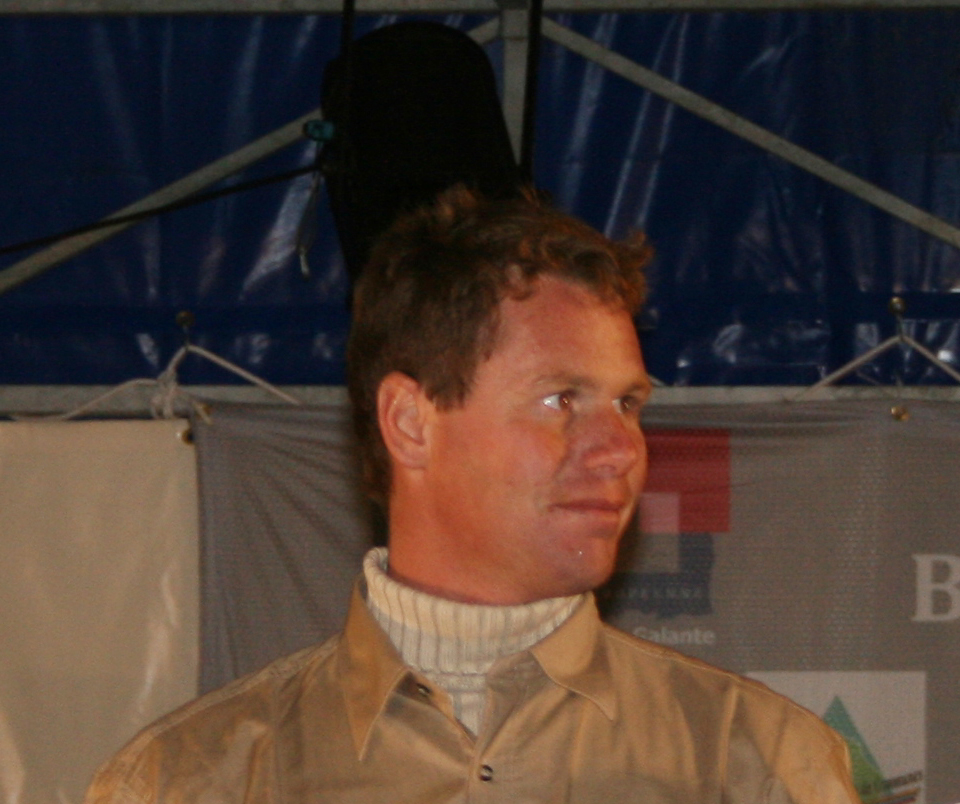
1. Platz 2008 und 2. Platz 1998: Skipper Laurent Pellecuer
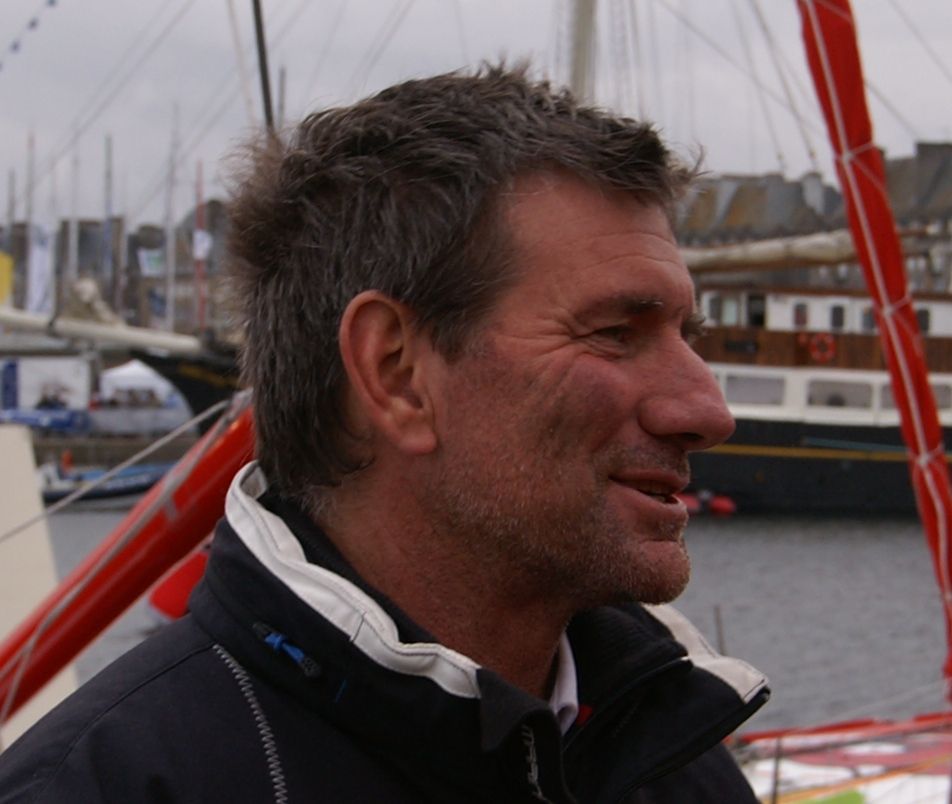
1. Platz 2006: Skipper Kito de Pavant